# Fête de la Reine (Écosse)
Pour les articles homonymes, voir Fête de la Reine.
La fête de la Reine (anglais : Victoria Day, gaélique écossais : Latha Bhictòria) est un jour férié célébré chaque année en l'honneur de la reine Victoria dans certaines parties de l'Écosse, dont Édimbourg, Dundee et Rushmoor.
La date de la célébration varie selon la région. En Édimbourg elle est célébrée chaque année le lundi précédant le 25 mai ; à Dundee et certaines autres régions, le dernier lundi de mai, ; et dans autres régions (Rushmoor et Inverclyde par exemple), le 4e lundi après le premier lundi de mai, fréquemment en juin.